# جمعية الأمم المتحدة
جمعية الأمم المتحدة هي منظمة غير حكومية موجودة في بلدان مختلفة لتعزيز العلاقة بين شعوب الدول الأعضاء والأمم المتحدة لرفع مستوى الوعي العام بالأمم المتحدة وعملها، وتعزيز الأهداف العامة للأمم المتحدة.
وتشمل مخاوفهم على المدى الطويل ما يلي:
- تنفيذ أهداف التنمية المستدامة
- السلام والأمن ونزع السلاح
- حقوق الإنسان والشؤون الإنسانية

هناك حاليا أكثر من 100 منظمة تابعة للأمم المتحدة في جميع أنحاء العالم. وتقع أمانات الاتحاد العالمي لجمعيات الأمم المتحدة في جنيف، وسول، ونيويورك.

## مهرجان الفيلم
تقيم جمعية الأمم المتحدة للأفلام الوثائقية مهرجانًا دوليًا سنويًا للأفلام الوثائقية في بالو ألتو يسمى "مهرجان جمعية الأمم المتحدة للأفلام الوثائقية". تأسس المهرجان في عام 1998 لإحياء الذكرى الخمسين للإعلان العالمي لحقوق الإنسان وهو أحد أقدم المهرجانات السينمائية المخصصة للأفلام الوثائقية فقط في الولايات المتحدة. 

## روابط خارجية
- الاتحاد العالمي لجمعيات الأمم المتحدة